# Gordon McDonald (soccer)
Pour les articles homonymes, voir Gordon Macdonald et Macdonald.
James Gordon McDonald est un joueur de soccer canadien né le 2 février 1878 à Walton et mort le 23 mai 1938 à Haileybury.

## Biographie
Il joue avec Galt FC en 1904. Il participe aux Jeux olympiques d'été de 1904 avec Galt qui remporte la médaille d'or lors du tournoi de football. Il joue un match et marque deux buts lors de la compétition contre le Christian Brothers College (en) qui représente alors les États-Unis lors d'une victoire 7-0.
Il joue également pour les Seaforth Hurons avec qui il remporte le championnat de la  Western Football Association en 1905-1906.